# Lindsaea microphylla
Lindsaea microphylla är en ormbunkeart som beskrevs av Olof Peter Swartz. Lindsaea microphylla ingår i släktet Lindsaea och familjen Lindsaeaceae. Inga underarter finns listade.